# 林浩平
林浩平（はやし　こうへい、1954年12月4日-　）は、日本の詩人、文芸評論家、日本文学研究者。和歌山県出身。灘高等学校卒業、1977年に東京大学法学部公法コース卒業後７年間、NHKにディレクターとして勤務する。1993年早稲田大学大学院文学研究科日本文学専攻博士課程単位取得退学。同年より東横学園女子短期大学講師、1998年助教授、2008年より恵泉女学園大学にて10年間特任教授をつとめ、2018年３月に任期満了により退職。現在は、早稲田大学法学部、跡見学園女子大学、名古屋芸術大学で非常勤講師を兼任する。四季派学会に所属。

## 人物
これまでに刊行した3冊の詩集において、一貫して平明な日本語で清冽な抒情を有する詩世界を描き続けており、喩が肥大したために閉塞した、いわゆる「現代詩」とは一定の距離を置いて詩作している。
文学や詩の分野以外でも旺盛に批評活動を行っている。現代アートに関心を持つ林は、俳誌「白茅〔はくぼう〕」で「アート・スパイラル・ノート」という連載エッセイを担当して、これまでにサイ・トゥオンブリー、バルテュス、ボルタンスキー、ジョセフ・クーデルカ、加納光於、若林奮、イケムラレイコ、鴻池朋子、福田尚代などを論じた。またコンテンポラリー・ダンスの舞台にもよく足を運び、「ダンスマガジン」誌にピナ・バウシュ、ローザス、勅使川原三郎などのダンス作品の舞台評を綴ることもある。舞踏系のダンサーである笠井叡や山崎広太らとは親しく交友している。さらに近年ではロック評論家として、ロックバンドを特集するムック「文藝別冊」などにキング・クリムゾン論やELP論、レッド・ツェッペリン論などを寄せるほか、大学でもロック論の講座を担当する。
過去にはNHKのディレクターだった関係から、退職後も教養系のテレビ番組の企画や演出、司会を数多く手がけてきた。吉増剛造のドキュメンタリーや俳句・舞踏の番組などの演出の仕事もした。また美術館の企画展の立案にも関わり、これまでに愛媛県の町立久万美術館での彫刻家・森堯茂展や、東京国立近代美術館での吉増剛造展に協力した。
趣味としてだが、アマチュアのロックバンドではベースとヴォーカルを受け持つほか、草サッカーチームでもプレーする。

## 出演番組
- ナイトジャーナル（NHK総合）
- 「風狂を生きる精神 ～一休・蕭白からアラーキーまで～」（放送大学特別講義、2025/03/30放送）

## 文学活動
- 詩誌「麒麟」同人、1982年7月～1986年12月。

　　朝吹亮二・松浦寿輝・松本邦吉・吉田文憲　と。
- 詩誌「ミニヨン」同人、1989年10月～1997年3月。

　　小池昌代・渡邊十絲子　と。
- 詩誌「ミニヨン・ビス」同人、1998年5月～2003年10月。

　　倉石信乃・岬多可子ら　と。
- NHK総合テレビ「ナイトジャーナル」火曜日・キャスター。

　　1993年4月～1994年3月。
（毎週、番組本編中、タレントが日本現代詩を5分程度朗読。）

## 詩集
- 天使（書肆山田、1988）
- 光の揺れる庭で（書肆山田、1998）
- 心のどこにもうたが消えたときの哀歌（書肆山田、2010）

## 評論・エッセイ
- 『裸形の言ノ葉--吉増剛造を読む』（書肆山田、2007）
- 『折口信夫・霊性の思索者』（平凡社、2009）
- 『テクストの思考　日本近現代文学を読む』（春風社、2011）
- 『ブリティッシュ・ロック　思想・魂・哲学』（講談社選書メチエ、2013）
- 『リリカル・クライ　批評集1983-2020』（論創社、2020）
- 『全身詩人　吉増剛造』（論創社、2023）

### 共編著
- 『レッスン : poemes collectifs』朝吹亮二,松浦寿輝,松本邦吉,吉田文憲共著　七月堂　1984
- 『やさしい現代詩』（小池昌代, 吉田文憲共編著、三省堂、2009）
- 『生きのびろ、ことば』（小池昌代, 吉田文憲共編著、三省堂、2009）
- 『ロック天狗連 東京大学ブリティッシュロック研究会と七〇年代ロックの展開について知っている二、三の事柄』（編著、彩流社、2011）